# Janua linguarum reserata

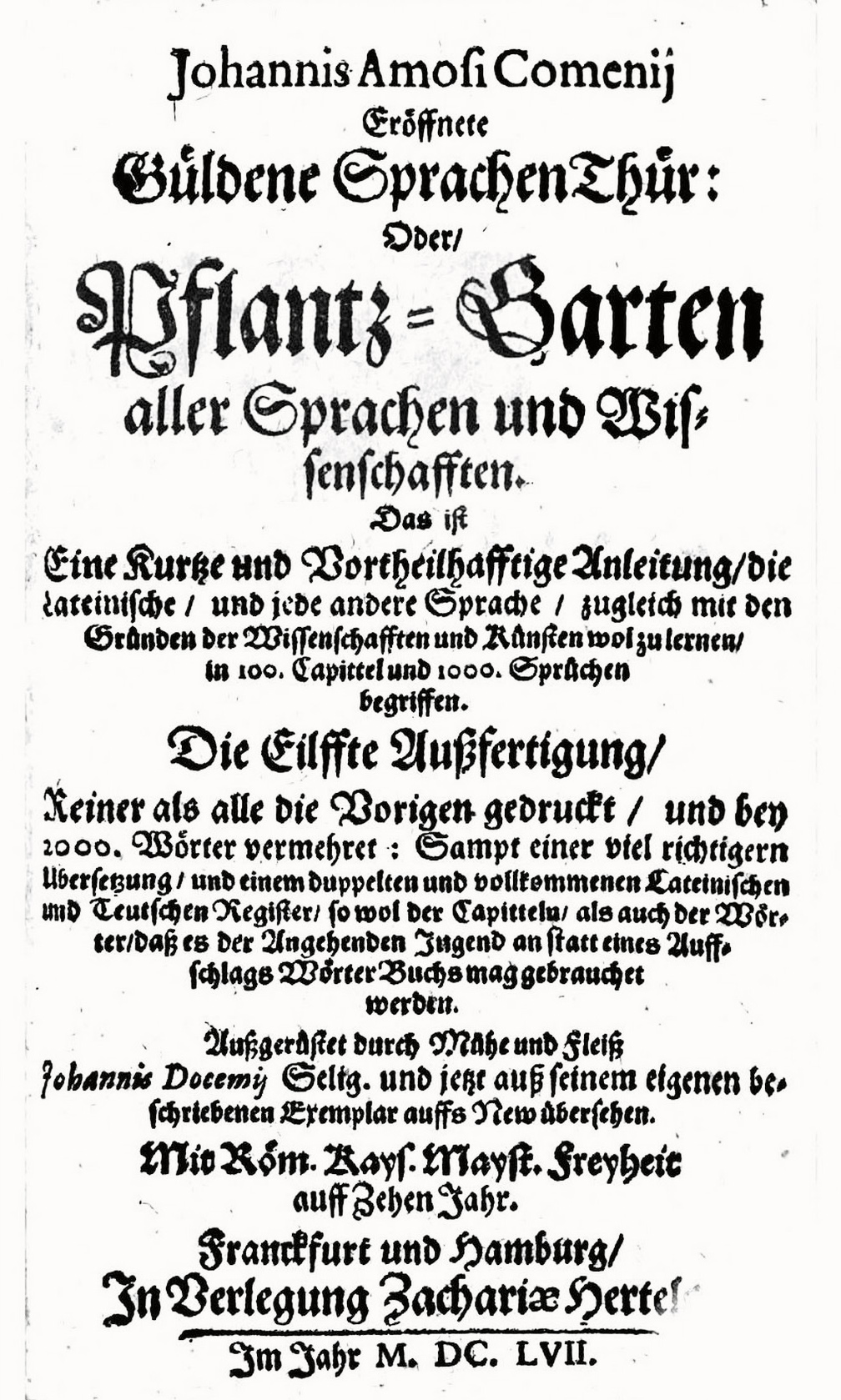
Titelblatt der latein-deutschen Ausgabe von 1657

Janua linguarum reserata (deutsch: Geöffnete Sprachentür) ist ein Lateinlehrbuch, geschrieben von Johann Amos Comenius im Jahr 1629. Es wurde 1631 im polnischen Leszno veröffentlicht und bald darauf in die meisten europäischen Sprachen übersetzt. Mit diesem Buch erlangte Comenius Berühmtheit in ganz Europa. Im 17. Jahrhundert war es nach der Bibel das meistgedruckte Buch.
Der vollständige Titel der latein-deutschen Ausgabe von 1657 lautet: „Eröffnete Güldene SprachenThür: Oder, Pflantz-Garten aller Sprachen und Wissenschafften. Das ist Eine Kurtze und Vortheilhafftige Anleitung, die Lateinische, und jede andere Sprache, zugleich mit den Gründen der Wissenschafften und Künsten wol zu lernen, in 100. Capittel und 1000. Sprüchen begriffen.“

## Inhalt
Janua linguarum reserata ist das erste Sprachlehrbuch, das neben Sprachkenntnissen auch grundlegende Sachkenntnisse vermitteln möchte. Neben den Grundlagen von Latein bietet es dem Schüler eine Zusammenfassung der wichtigsten Kenntnisse über Sachen und Erscheinungen in der Welt. Comenius war überzeugt, dass die Sprache nur in Bezug zu den Dingen, die sie beschreibt, gelehrt werden kann. In seiner Didactica magna schreibt er:

„Das Studium der Sprachen muss parallel zu dem der Sachen fortschreiten, besonders in der Jugend, damit wir sachlich ebenso viel verstehen wie sprachlich ausdrücken lernen. Wir bilden Menschen und nicht Papageien. [...] Daraus folgt, dass die Wörter nicht unabhängig von den Sachen gelernt werden sollen, da die Sachen abgesondert weder existieren noch verstanden werden können, sondern nur in ihrer Verbindung mit den Wörtern hier und dort vorkommen, dies und jenes bewirken. Auf diese Erwägungen hin habe ich, anscheinend mit gutem Erfolg, die „Janua Linguarum“ geschaffen, worin die Wörter, zu Sätzen verbunden, gleich die Wesenszüge der betreffenden Sache ausdrücken.“

Eine Anregung bot ihm das lateinisch-spanische Lehrbuch Janua linguarum des irischen Mönchs William Bate, das 1611 im spanischen Salamanca veröffentlicht wurde. Es beinhaltete etwa 5000 Wörter in 1200 Sätzen. Das Buch wurde 1617 in London viersprachig (zusätzlich englisch und französisch) herausgegeben. Diese Ausgabe hat Comenius wahrscheinlich durch John Johnston in Leszno kennengelernt.
Janua linguarum reserata besteht aus 1000 Paragrafen, die enzyklopädisch nach Sachthemen in 100 Kapiteln gegliedert sind. Die behandelten Themen decken ein breites Spektrum ab: Religion, Natur, menschlicher Körper und Gesundheit, Handwerk und Tätigkeiten, Familie und Gesellschaft, Schule und Bildung, Tugenden, Unterhaltung und Spiel. Zu jedem Thema gibt es einen kurzen Merkspruch, den der Schüler auswendig lernen soll. In den Merksprüchen werden der ganze Wortschatz (etwa 8000 Wörter) und die lateinische Grammatik verwendet. Der Schüler wird dabei schrittweise von leichteren zu schwierigeren lateinischen Sätzen geführt und soll sich mit der Sprache zusammen auch das grundlegende Wissen über die Welt aneignen.

## Verbreitung

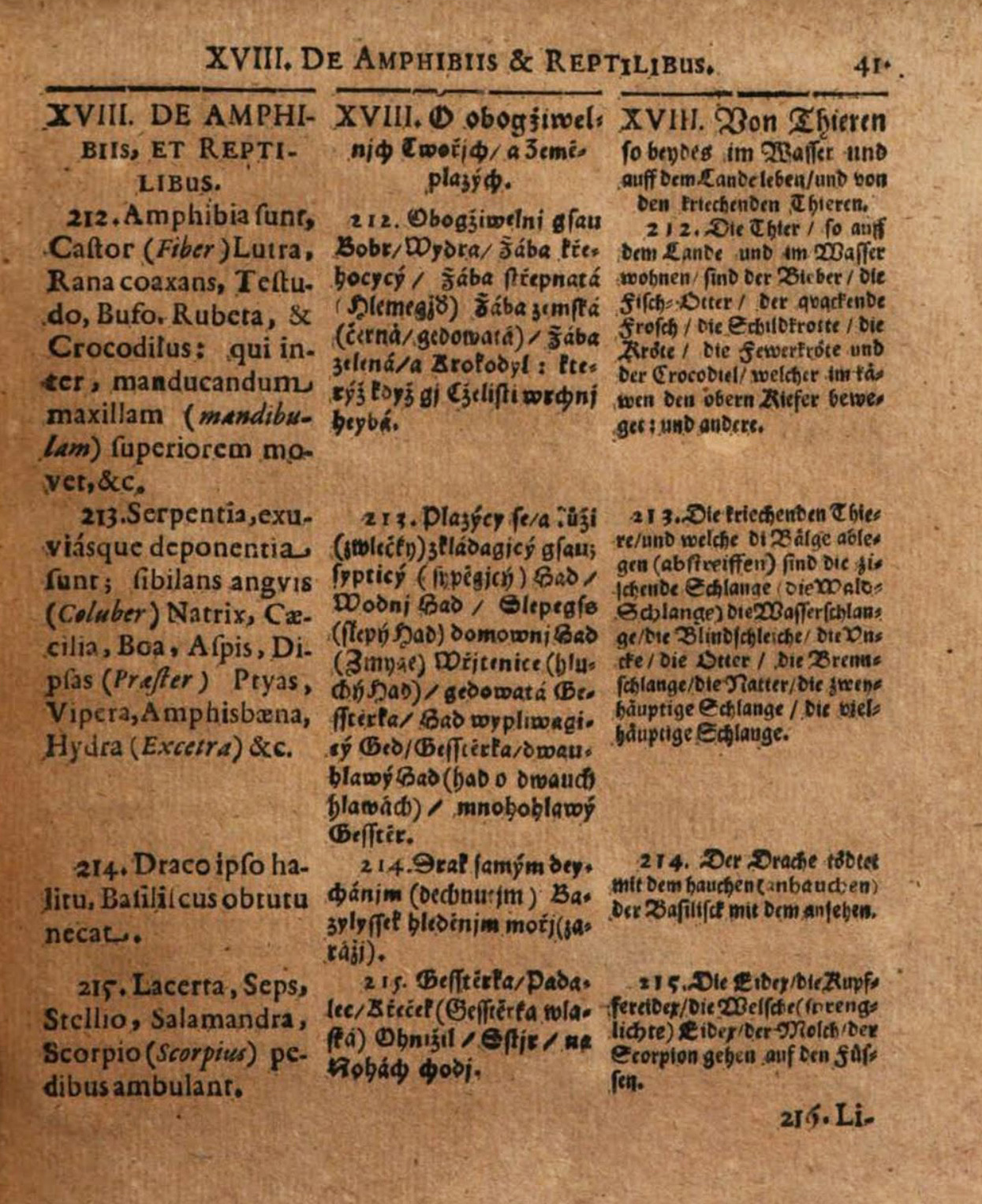
Aus der latein-tschechisch-deutschen Ausgabe von 1669

Comenius selbst war vom Erfolg seines Lehrbuchs überrascht. Er schreibt:

„Ich hätte mir nicht vorstellen können, dass dieses kindliche Buch mit solch allgemeiner Zustimmung in der gelehrten Welt empfangen wird. Das zeigte sich mir durch die Zahl derer, die mir mit meiner neuen Entdeckung herzlichen Erfolg wünschten; und durch die Anzahl der Übersetzungen in Fremdsprachen. Das Buch wurde nicht nur in zwölf europäische Sprachen übersetzt und ich habe selbst diese Übersetzungen gesehen, sondern auch in die asiatischen Sprachen - arabisch, türkisch und persisch - und sogar in mongolisch, das von allen in Ostindien verstanden wird.“

Allein während des Lebens von Comenius gab es 101 zwei und mehrsprachigen Ausgaben, bis Ende des 17. Jahrhunderts folgten weitere 18 Ausgaben. Im 18. Jahrhundert sank dann die Bedeutung des Lehrbuches. Ein Ausdruck des Erfolges war auch die ab 1633 übliche Titelerweiterung Janua linguarum reserata aurea (deutsch: Geöffnete goldene Sprachentür).
Bekannt sind 11 Übersetzungen in europäische Sprachen: englisch (London 1631), deutsch (Leipzig 1633), französisch (London 1633), polnisch (Gdańsk 1633), italienisch (Leiden 1640), schwedisch (1641), holländisch (Amsterdam 1642), griechisch (Amsterdam 1643), ungarisch (Bardejov 1643), isländisch (unveröffentlichte Handschrift, Stockholm 1681), spanisch (Valencia 1819–21). In Arabisch wurde das Buch vor 1642 übersetzt. Übersetzungen in weitere orientalische Sprachen wurden vorbereitet (Türkisch, Persisch, Mongolisch, Armenisch), sie haben sich aber nicht erhalten. Die tschechische Version hat Comenius selber 1633 in Leszno herausgegeben. Sogar die Jesuiten, die sonst Comenius’ Schriften verdammten, gaben 1669 in Prag eine tschechisch-latein-deutsche Version heraus.
Im Jahr 1632 veröffentlichte Comenius eine vereinfachte Version für Anfänger, Januae linguarum reseratae vestibulum, verkürzt auch Vestibulum (deutsch: Vorhalle oder Eingang) genannt. Es enthält 1000 Wörter in 427 Paragrafen und 7 Kapiteln und wurde ebenfalls ein großer Erfolg. Etwa 40 zwei- und mehrsprachige Ausgaben wurden noch zu Lebzeiten von Comenius gedruckt. Janue und Vestibulum wurden auf vielen Gymnasien in Europa als Lateinlehrbuch eingeführt. Im Jahr 1656 gab Comenius im ungarischen Sárospatak eine Bühnenbearbeitung des Lehrbuches heraus, Schola ludus seu encyclopedia viva (deutsch: Schule durch Spiel oder eine lebendige Enzyklopädie). Es ist eine Sammlung von acht Theaterstücken für Schulen. Am Hof des ägyptischen Königs Ptolemaios II. diskutieren hier Vertreter verschiedener Berufe und Stände miteinander und stellen Wissen auf den unterschiedlichsten Gebieten vor: Natur, Handwerk, Bildung, das Zusammenleben der Menschen in Familie und in Staat, Moral und Tugenden. Die Schüler sollen durch genaue Beobachtung die einzelnen Wissensgebiete kennenlernen und die Dinge richtig auf Latein benennen lernen.